# شوهي أومأودا
شوهي أومأودا (باليابانية: 四方田 修平) (14 مارس 1973 في تشيبا في اليابان – )؛ هو لاعب كرة قدم ياباني متقاعد.

## وصلات خارجية
- شوهي أومأودا على موقع قاعدة بيانات كرة القدم.إي يو (الإنجليزية)
- شوهي أومأودا على موقع Soccerway.com (الإنجليزية)
- شوهي أومأودا على موقع عالم كرة القدم.نت (الإنجليزية)

- J.League Data Site (باليابانية)